# Mannakoski
Mannakoski är en fors i Finland, på gränsen till Sverige. Den ligger i den norra delen av landet, 900 km norr om huvudstaden Helsingfors. Mannakoski ligger 333 meter över havet.
Terrängen runt Mannakoski är platt. Trakten runt Mannakoski är nära nog obefolkad, med mindre än två invånare per kvadratkilometer. Närmaste större samhälle är Karesuvanto, 6,6 km sydost om Mannakoski. Omgivningarna runt Mannakoski är i huvudsak ett öppet busklandskap.